# Le Chant du départ (film, 1939)
Pour les articles homonymes, voir Le Chant du départ.
Pour plus de détails, voir Fiche technique et Distribution.
Le Chant du départ (Το Τραγούδι του Χωρισμού (To Tragoudi tou chorismou)) est un film grec réalisé par Filopímin Fínos et sorti en 1939.
Seul film réalisé par Filopímin Fínos avant qu'il ne devienne producteur exclusivement, il fut tourné en grande partie dans la maison paternelle dans la banlieue d'Athènes. Il fut le premier  film grec à avoir un son pris en direct et non doublé en studio, sauf pour les chansons interprétées par les personnages.
Le film fut un échec commercial. Les chansons n'ont aucun lien avec l'action. Les critiques ont aussi reproché l'absence de réalisation, de montage et de réel travail sur l'image.

## Synopsis
Une ancienne et belle actrice américaine tombe amoureuse d'un pêcheur d'Hydra. Elle le séduit et l'attire loin de sa bien-aimée, à Athènes, en lui faisant miroiter une carrière dans la chanson, d'abord dans des cabarets. Alors qu'il doit faire ses débuts à la radio, il est pris de nostalgie pour son île et son ancienne fiancée, qui l'attend patiemment. Il abandonne tout pour y retourner.

## Fiche technique
- Titre : Le Chant du départ
- Titre original : Το Τραγούδι του Χωρισμού (To Tragoudi tou chorismou)
- Réalisation : Filopímin Fínos
- Scénario : Dimitris Bogris
- Sociétés de production : Studio cinématographique grec de Kalamaki et Skouras Film
- Directeurs de la photographie : Frères Drimaropoulos
- Montage :
- Direction artistique : Frex
- Costumes :
- Musique : Yorgos Malidis
- Pays d'origine : Grèce
- Genre : drame sentimental et musical
- Format  : noir et blanc
- Durée : 70 minutes
- Date de sortie : 1939

## Distribution
- Lambros Konstandaras
- Lida Miranda
- Evgenia Danika
- Alekos Livatidis
- Georgía Vassiliádou

Chansons interprétées par 
- Petros Epitropakis
- Ismini Diatsentou